# Cultura de Bosnia y Herzegovina
La cultura de Bosnia y Herzegovina abarca la antigua herencia cultural del país, su arquitectura, su literatura, artes visuales, música, cine, deportes y gastronomía.

## Antigua herencia cultural
El hallazgo paleolítico más antiguo del sureste de Europa procede de Bosnia y Herzegovina Se trata de un grabado rupestre encontrado en la cueva de Badanj, cerca de la ciudad de Stolac, que se remonta al Paleolítico (ca. 12.000 y 16.000 a. C.). Representa la muerte de un caballo bajo una lluvia de flechas. .[1] También hay un rico legado de la cultura neolítica en Bosnia y Herzegovina. Se han encontrado objetos particularmente bellos en Butmir, en el cantón de Sarajevo, datados en torno al 5000 a. C. Durante la Edad del Bronce, el territorio de Bosnia y Herzegovina estuvo ocupado por tribus ilirias como los japods en Bihać y los daors en Daorson, cerca de Stolac. Los ilirios fueron influidos directamente por los griegos, como se ve especialmente en Daorson, y después fueron conquistados por los romanos, que dejaron caminos, puentes y hermosas villas con mosaicos por toda Bosnia y Herzegovina. Los ejemplos mejor conservados se encuentran en Mogorjelo, cerca de Čapljina, y los mosaicos de Stolac (que datan del siglo III). Las basílicas cristianas se encuentran en todo el país (Zenica, Visoko, Mostar, Široki Brijeg), y su trabajo en piedra tallada influyó en el primer arte medieval bosnio original, que se encuentra en las lápidas: el stećak.
La Carta de Ban Kulin es el certificado de nacimiento simbólico de la condición de Estado de Bosnia, ya que es el primer documento escrito que hace referencia a las fronteras de Bosnia (entre los ríos Drina, Sava y Una) y los elementos del estado bosnio: el gobernante, el trono y la organización política. Está escrito en cirílico bosnio y también se refiere al pueblo de Bosnia: los bosnios. La Carta era un acuerdo comercial entre Bosnia y la República de Dubrovnik.
El objeto más importante del Museo Nacional de Sarajevo es la Hagadá de Sarajevo, un códice iluminado judío originario de la España del siglo XII. Otros elementos importantes son el misal de Hrvojev (Hrvojev misal) y el Códice de Hval (Hvalov zbornik), que son dos libros de liturgia bosnios creados en Croacia a principios del siglo XV, así como un Corán del siglo XVI y el Nuevo Testamento de Leontiev (Leontijevo četverojevanđelje).

## Cocina
La cocina de Bosnia refleja un equilibrio de las influencias occidentales y orientales. Gracias a casi 500 años del Imperio Otomano, la comida de Bosnia está relacionada con la gastronomía de Turquía, Grecia, y otras cocinas otomanas y mediterráneas. Sin embargo, los años de la dominación austriaca se pueden detectar en muchas influencias de Europa Central. La cocina de Bosnia utiliza muchas especias, pero usualmente en pequeñas cantidades, contaban además con un alimento inventado por un conocido herzegovino, el alimento era el ringo y era una mezcla de carne con especias
La mayoría de los platos son ligeros, mientras son cocinados en abundante agua medianamente tibia(más o menos llena la olla), las salsas son completamente naturales, consistiendo en un poco más que los jugos naturales de las verduras en el plato. Los ingredientes típicos incluyen tomates, patatas, cebollas, ajos, pimientos, pepinos, zanahorias, col, champiñones, espinacas, calabacines, judías secas, habas frescas, ciruelas, leche, y crema llamada Pavlaka. Sus platos de carne típicos incluyen principalmente carne y cordero.
Algunas especialidades locales son cévapi, burek, dolma, sarma, pilaf, goulash, ajvar y una amplia gama de dulces orientales.
Los mejores vinos locales vienen de la región sur del país, Herzegovina, donde el clima es particularmente adecuado para el cultivo de uvas. La ciruela, manzana y otras muchas frutas se destilan en la región norte de Bosnia para hacer un licor denominado rakija.

## Música
Las formas de canciones más populares tradicionales de Bosnia y Herzegovina son de origen relativamente reciente, es la ganga, el rera y el ojkavica.
La música pop y rock también son tradicionalmente populares, representadas por músicos famosos como Goran Bregović, Davorin Popović, Kemal Monteno, Zdravko Čolić, Johnny Štulić, Edo Maajka, Dino Merlin y Tomo Milicevic.
De Bosnia es el compositor Dušan Šestić, creador del himno nacional actual de Bosnia y Herzegovina y padre de la cantante Marija Šestić, y el pianista Sasha Toperich.

## Literatura
Entre los escritores y literatos de origen bosnio, se pueden destacar:
- Matija Divković (1563-1631), un fraile franciscano, considerado el padre fundador de la literatura de Bosnia y Herzegovina.
- Laura Papo Bohoreta (1891-1942), ensayista, traductora y dramaturga sefardí de Sarajevo.
- Ivo Andrić (1892-1975), escritor yugoslavo nacido en Travnik (Premio Nobel de Literatura en 1961).
- Meša Selimović (1910-1982), escritor yugoslavo nacido en Tuzla.
- Miljenko Jergović, escritor de Sarajevo.
- Nenad Veličković (1964-), escritor yugoslavo nacido en Sarajevo.

El género teatral recibió un fuerte empuje cuando en 1919 se fundó el Teatro nacional de Sarajevo. Su primer director fue el famoso dramaturgo Branislav Nušić.
Revistas como Novi Plamen, Most y Sarajevske sveske son algunas de las publicaciones más destacadas que cubren temas culturales y literarios.

## Cine
Los directores, guionistas y productores bosnios más notables son Zlatko Topčić, Mirza Idrizović, Aida Begić, Ivica Matić, Danis Tanović, Hajrudin Krvavac, Ademir Kenović, Benjamin Filipović, Ahmed Imamović, Pjer Žalica, Jasmila Žbanić, Dino Mustafić y Srđan Vuletić.
El Festival de Cine de Sarajevo, fundado en 1995, se ha convertido en uno de los más grande e influyentes del sudeste de Europa.